# Solella de la Casanova
La Solella de la Casanova és una solana del terme municipal de Sant Quirze Safaja, a la comarca del Moianès.
És en el sector central del terme, a l'esquerra del torrent Rovira i al nord de la carretera C-1413b, al nord-est del Pont dels Tres Ulls i del Càmping L'Illa. Es troba a ponent del Pla de la Casanova i al sud-oest de Puigdolena, a migdia del Sot de la Rovireta.